# Пак Чжон Ян
Пак Чжон Ян (кор. 박중양 朴重陽; 3 травня 1872 — 23 квітня 1959) — корейський політик, журналіст і чиновник, ліберальний філософ й агностик. Був одним із перших ідеологів руху за незалежність Кореї.

## Біографія
У 1903 році Пак успішно обіймав різні урядові посади, а також був призначений співробітником Агентства державного управління. У 1905 році він служив військовим перекладачем під час Російсько-японській війні. В травні 1906 року перебував на посаді мера Тегу, а пізніше став губернатором Північного Кенсана (1906, 1908—1910), Південної провінції Пхьонан (1907—1908), Чолла-Намдо (1907), Чхунчхон-Намдо (1910—1915), Хванхе (1921—1923, 1928).